# Reepenia
Reepenia is een geslacht van vliesvleugelige insecten van de familie Halictidae.

## Soorten
- R. bidentata (Smith, 1863)
- R. bituberculata (Smith, 1853)
- R. florea (Smith, 1863)
- R. fuliginosa (Friese, 1909)
- R. fulviventris (Cameron, 1901)
- R. triangulifera (Friese, 1909)
- R. variabilis (Friese, 1909)
- R. zebrae (Friese, 1909)